# تجارة العبيد عبر الأطلسي

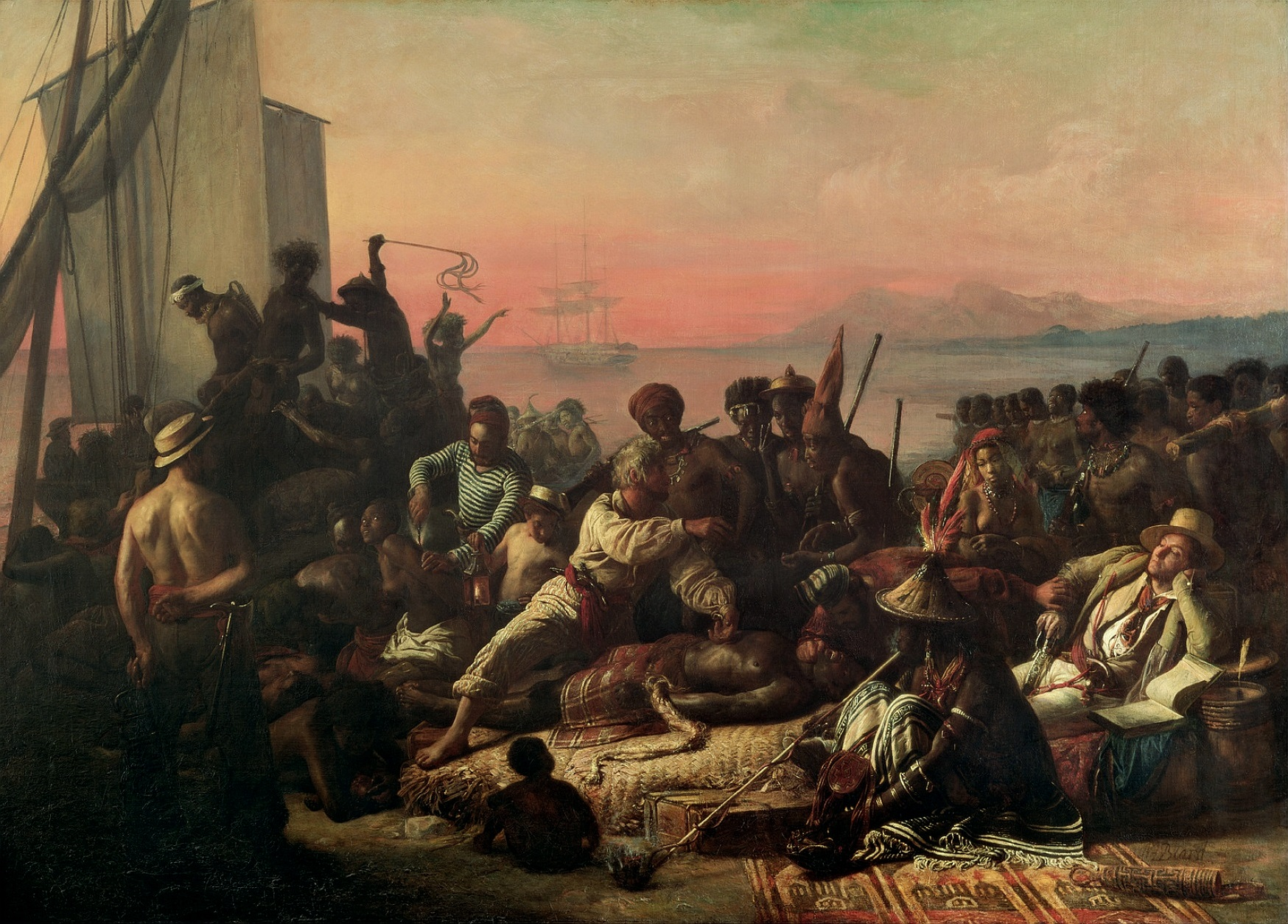
لوحة تجارة العبيد لأوغست فرانسوا بيار، عام 1840.

 تجارة الرقيق عبر المحيط الأطلنطي  هي مصطلح يشير إلى تجارة العبيد الذين تم نقلهم عبر المحيط الأطلنطي من القرن السادس عشر وحتى القرن التاسع عشر. جلبت الغالبية العظمى من العبيد الذين نقلوا عبر الأطلنطي من أفارقة وسط وغرب القارة، لبيعهم في المستعمرات في أمريكا الشمالية والجنوبية. استخدم هؤلاء العبيد للعمل في مزراع البن والقطن والكاكاو وقصب السكر والأرز، ومناجم الذهب والفضة، وصناعات التشييد والبناء ونقل الأخشاب، والخدمة في المنازل.
كان نقل العبيد يتم على السفن البرتغالية والبريطانية والفرنسية والإسبانية والهولندية والأمريكية، حيث كان التجار يشترون العبيد من تجار العبيد الأفارقة على الساحل الإفريقي. التقديرات المعاصرة لأعداد هؤلاء العبيد تقدر عددهم بحوالي 12 مليون عبد. وإن كان هناك من يقدر عددهم بأكثر من ذلك بكثير.
يسمى العلماء الأفارقة والأمريكيون الأفارقة تجارة العبيد أحيانًا بـ «معفا» (بالإنجليزية: Maafa)‏، والتي تعني «المحرقة» أو «الكارثة الكبرى» في اللغة السواحيلية. كما يسميها بعض العلماء مثل ماريمبا آني ومولانا كارينجا بـ «الهولوكوست الإفريقي». كانت العبودية أحد ثلاث عناصر في الدورة الاقتصادية في التجارة الثلاثية بين أوروبا وإفريقيا والأمريكتين.
اشتملت تجارة عبيد الأطلسي أو تجارة العبيد عبر الأطلسي على نقل بشرٍ أفارقة مستعبَدين من قبل تجّار العبيد، بصورة رئيسية إلى الأمريكيتين. استخدمت تجارة العبيد طريق التجارة المثلثة وممرها الأوسط بصورة منتظمة، واستمرت منذ القرن السادس عشر حتى القرن التاسع عشر. كانت الغالبية العظمى ممن استُعبِدوا ونُقلوا في تجارة العبيد عبر الأطلسي بشرًا من إفريقيا الغربية أو الوسطى جرى بيعهم من قبل أفارقة غربيين آخرين إلى تجار عبيد أوروبيين غربيين (أُسِر عدد قليل منهم مباشرةً من قبل تجار العبيد في غارات ساحلية)، وجلبوهم إلى الأمريكيتين. كانت تجارتي الكاريبي والأطلسي الجنوبي معتمدتين بوجه خاص على إنتاج القطن. كانت الدول الأوروبية الغربية، والتي كانت تنافس بعضها بعضًا، في أواخر القرن السابع عشر والثامن عشر، لإقامة إمبراطورياتٍ وراء المحيطات، تعدّ هذا أمرًا حاسمًا.
كان البرتغاليون، في القرن السادس عشر، أول من باشر في تجارة عبيد الأطلسي. في عام 1526، أكملوا أول رحلة عبيد عبر الأطلسي إلى البرازيل، وتبعهم أوروبيون آخرون بعد فترة قصيرة. اعتبر ملاك السفن العبيد حمولةً ينبغي نقلها إلى الأمريكيتين بأسرع وقتٍ وأرخص ثمن ممكنين، ليجري بيعهم هناك للعمل في زراعة القهوة والتبغ والكاكاو والسكر والقطن، وفي مناجم الفضة والذهب وفي حقول الأرز وفي صناعة البناء وقطع الخشب للسفن وفي العمل الذي يتطلب مهارة وكخدمٍ منزليين. في حين أن الأفارقة الأولين ممن خُطِفوا إلى المستعمرات البريطانية كانوا قد صُنِّفوا كخدمٍ بعقود مؤقتة، بحالة قانونية مماثلة للعمال أصحاب العقود القادمين من بريطانيا وأيرلندا، تعزّزت العبودية كفئة عرقية في أواسط القرن السابع عشر، مع اعتبار الأفارقة العبيد وذرّيتهم من حيث القانون ملكيّة لملاكهم، وكذلك اعتُبر الأطفال المولودين للأمهات الإماء عبيدًا أيضًا (الولد يتبع الرحم). بصفتهم ملكية، اعتُبر هؤلاء البشر بضائع أو وحدات عمل، وجرى بيعهم مع خدمات وبضائع أخرى.
الأمم المتاجرة بعبيد الأطلسي الرئيسية كانت، مرتّبةً بحسب ضخامة تجارتها، البرتغالية والبريطانية والفرنسية والإسبانية والإمبراطورية الهولندية والدنماركية، إضافة إلى النرويجية على فترات متقطّعة. أسّست العديد من هذه الأمم بؤرًا استعمارية على الساحل الإفريقي حيث قامت بشراء العبيد من القادة الأفارقة المحليين. أشرف وسيطٌ على هؤلاء العبيد، أقام قرب أو على الساحل لتعجيل شحن العبيد إلى العالم الجديد. سُجن العبيد في مصنع بانتظار الشحن. تشير التقديرات الحالية إلى نحو 12 مليون إلى 12.8 مليون إفريقي أرسِلوا عبر الأطلسي على امتداد 400 عام، برغم أن العدد المشترَى من قبل التجار كان أعلى بكثير، إذ تسبب الممر بمعدل وفيات عالٍ. قرابة بداية القرن التاسع عشر سنّت حكومات مختلفة قوانين لمنع التجارة، إلا أن التهريب غير الشرعي استمر. في أوائل القرن الحادي والعشرين قدمت حكوماتٌ عديدة اعتذاراتٍ عن تجارة العبيد عبر الأطلسي.

## الخلفية

### السفر عبر الأطلسي
تطوّرت تجارة عبيد الأطلسي بعد إقامة صلات تجارية بين «العالم القديم» (إفريقيا وآسيا) و«العالم الجديد» (الأمريكيتين). لقرون، جعلت تيارات المد والجزر السفر عبر المحيط بصورة خاصة صعبًا وخطيرًا للسفن المتاحة آنذاك، وبذلك كان هناك اتصال قليل، إن كان هناك اتصال أساسًا، بحرًا بين الشعوب التي تعيش في هذه القارات. إلا أنه في القرن الخامس عشر، نتج عن تطوراتٍ أوروبية في تكنولوجيا حياة البحار تجهيزٌ أفضل للسفن للتعامل مع تيارات المد والجزر، وقدرتها على البدء بعبور المحيط الأطلسي، أقام البرتغاليون مدرسة للملاحة (على الرغم من الجدال الكبير حول إذا ما كانت قد وجدت، وإن كانت قد وجدت، ماذا كانت). بين عامي 1600 و1800، زار غرب إفريقيا تقريبًا 300,000 بحارٍ منخرط في تجارة العبيد. بقيامهم بذلك، أقاموا صِلاتًا مع المجتمعات التي تعيش على طول الساحل الغربي الإفريقي وفي الأمريكيتين لم يواجههوها من قبل قط. نحت المؤرخ بيير تشانو نتائج الملاحة الأوروبية بمصطلح «كسر العزلة»، مشيرًا بالمصطلح إلى نهاية عزلة بعض المجتمعات وزيادة في الاتصال بين معظم المجتمعات الأخرى.
أشار المؤرخ جون ثورنتون: «عدد من العوامل الجغرافية والتقنية المتجمعة يجعل من الأوروبيين الشعب الأكثر ملاءمةً لاستكشاف الأطلسي وتطوير تجارته». حدّد ماهية هذه العوامل بالدافع لإيجاد فرصٍ تجارية جديدة ورابحة خارج أوروبا وكذلك الرغبة بإقامة شبكة تجارة بديلة لتلك التي تسيطر عليها الإمبراطورية العثمانية الإسلامية في الشرق الأوسط، والتي كانت بمثابة تهديدٍ ديني وسياسي وتجاري للعالم المسيحي الأوروبي. على وجه التحديد، أراد التجار الأوروبيون التجارة من أجل الذهب، الذي يمكن إيجاده في إفريقيا الغربية، وأيضًا إيجاد طريق بحري إلى «الهند الشرقية» (الهند)، حيث بإمكانهم التجارة من أجل البضائع الفاخرة مثل البهارات دون أن يكونوا مرغمين على الحصول على هذه المواد من التجار المسلمين الشرق أوسطيين.
على الرغم من أن العديد من الاستكشافات البحرية الأطلسية الأولية كانت بقيادة الإيبيريين، كان من بينهم أعضاءٌ من جنسيات أوروبية عديدة، من ضمنهم بحارة من الممالك البرتغالية والإسبانية والإيطالية، وفرنسا وبريطانيا وهولندا. أفضى هذا التنوع بثورنتون إلى وصف «استكشاف الأطلسي» الأوّلي بـ«ممارسة عالمية حقًا، حتى وإن كانت العديد من الاكتشافات قد جرت تحت رعاية الملوك الإيبيريين». أدت هذه القيادة فيما بعد إلى أسطورة أن «الإيبيريين كانوا القادة الوحيدين للاستكشاف».

## العبودية الإفريقية
كانت العبودية سائدة في عدة أجزاء من إفريقيا، قبل عدة قرون من بداية تجارة العبيد عبر الأطلسي. ثمة دليل على تصدير البشر المستعبَدين في بعض أجزاء إفريقيا إلى دولٍ في إفريقيا وأوروبا وآسيا قبل الاستعمار الأوروبي للأمريكيتين.
لم تكن تجارة العبيد عبر الأطلسي تجارة العبيد الوحيدة من إفريقيا، برغم أنها كانت الأكبر في حجمها وشدتها، كتب إيليكيا إمبوكولو في صحيفة لوموند ديبلوماتيك:
استُنزفت الموارد البشرية للقارة الإفريقية عبر كل الطرق الممكنة. عبر الصحراء الكبرى والبحر الأحمر، ومن مرافئ المحيط الهندي وعبر المحيط الأطلسي. على الأقل عشر قرون من العبودية لمصلحة الدول المسلمة (من القرن التاسع حتى القرن التاسع عشر).. أربعة ملايين شخص مستعبَدين صُدِّروا عبر البحر الأحمر، أربعة ملايين آخرين عبر مرافئ السواحليين في المحيط الهندي، وربما ما يقارب تسعة ملايين على طول طريق قافلة التجارة العابرة للصحراء الكبرى، و11 مليون إلى 20 مليون (يتوقف الأمر على المؤلف) عبر المحيط الأطلسي.
وفقًا لجون ك ثورنتون، اشترى الأوروبيون عادة بشرًا مستعبَدين كانوا قد أسِروا في الحروب القبلية المتوطنة بين الدول الإفريقية. أسس بعض الأفارقة تجارةً من أسر وبيع أفارقة من جماعات إثنية مجاورة أو من أسرى الحرب. ثمة تذكيرٌ بهذه الممارسات موثّق في مناظرات تجارة العبيد في إنجلترا في أوائل القرن التاسع عشر: «جميع الكتاب القدماء.. يتفقون على ذِكر أن الدخول في الحروب لا يكون بغرض صناعة العبيد فحسب، بل أنه يُحرَّض عليها من قبل الأوروبيين لأجل ذلك الغرض». نُقِل الناس الذين يعيشون حول نهر النيجر من هذه الأسواق إلى الساحل وبيعوا في مرافئ التجارة الأوروبية مقابل بنادق وبضائع مصنوعة مثل القماش أو الكحول. غير أن الطلب الأوروبي على العبيد أتاح سوقًا جديدًا ضخمًا للتجارة القائمة مسبقًا. في حين كان يأمل بالفرار من حُجِزوا في العبودية في إقليمهم في إفريقيا، كانت فرصة العودة إلى إفريقيا ضعيفة لأولئك الذي شُحِنوا بعيدًا.

## القرن السادس والسابع والثامن عشر
تشير مقابر كامبيتشي بالمكسيك إلى أن العبيد قد أُحضروا إلى هناك بعد فترة قصيرة من انتهاء هرنان كورتيس من إخضاع الأزتك والمايا للمكسيك في القرن السادس عشر. كانت المقبرة قيد الاستخدام منذ نحو عام 1550 حتى أواخر القرن السابع عشر.
تنقسم تجارة الرقيق عبر المحيط الأطلسي عادةً إلى حقبتين، يُعرفان باسم نظامي الأطلسي الأول والثاني. تم تداول ما يزيد قليلًا عن 3% من المستعبدين الذين أُحضروا من إفريقيا بين عامي 1525 و1600، و16% في القرن السابع عشر.
كان النظام الأطلسي الأول هو تجارة الأفارقة المستعبدين إلى مستعمرات أمريكا الجنوبية في المقام الأول للإمبراطوريتين البرتغالية والإسبانية. خلال النظام الأطلسي الأول، كان معظم التجار برتغاليين. في البداية نُقل العبيد إلى إشبيلية أو جزر الكناري، ولكن ابتداء من عام 1525 نُقل العبيد مباشرةً من جزيرة ساو تومي عبر المحيط الأطلسي إلى هيسبانيولا. لم تسمح معاهدة تورديسيلاس للسفن الإسبانية أن تتواجد في الموانئ الإفريقية. كان على إسبانيا الاعتماد على السفن البرتغالية والبحارة لجلب العبيد عبر المحيط الأطلسي. نحو عام 1560 بدأ البرتغاليون تجارة الرقيق المنتظمة للبرازيل. من عام 1580 حتى عام 1640، توحدت البرتغال مؤقتًا مع إسبانيا في الاتحاد الأيبيري. كان معظم المتعاقدين البرتغاليين الذين حصلوا على الأسينتو بين عامي 1580 و1640 من المتحولين للمسيحية. بالنسبة للتجار البرتغاليين، وكثير منهم من المسيحيين الجدد أو أحفادهم، قدّم اتحاد التيجان فرصًا تجارية في تجارة الرقيق لأمريكا الإسبانية.
كانت المكسيك حتى منتصف القرن السابع عشر أكبر سوق منفرد للعبيد في أمريكا الإسبانية. بينما كان البرتغاليون متورطين بشكل مباشر في تجارة الشعوب المستعبدة إلى البرازيل، اعتمدت الإمبراطورية الإسبانية على نظام معين، حيث منحت المصرفيين التجاريين (الكاثوليك) ترخيصًا لتجارة الأشخاص المستعبدين من إفريقيا إلى مستعمراتهم في أمريكا الإسبانية. استقبلت قرطاجنة وفيراكروز وبوينس آيرس وهيسبانيولا غالبية الوافدين من العبيد، وخاصة من أنغولا. أزعج هذا التقسيم لتجارة الرقيق بين إسبانيا والبرتغال البريطانيين والهولنديين الذين استثمروا في جزر الهند الغربية البريطانية والبرازيل الهولندية في إنتاج السكر. بعد انهيار الاتحاد الأيبيري، منعت إسبانيا البرتغال من الانخراط مباشرة في تجارة الرقيق. وفقًا لمعاهدة مونستر، فُتحت تجارة الرقيق للأعداء التقليديين لإسبانيا، حيث خسرت حصة كبيرة من التجارة لصالح الهولنديين والفرنسيين والإنجليز. لمدة 150 عامًا، كانت حركة المرور عبر المحيط الأطلسي الإسبانية تعمل بمستويات منخفضة. خلال سنوات عديدة، لم تبحر أي رحلة عبيد إسبانية واحدة من إفريقيا. على عكس منافسيهم الإمبراطوريين، لم يسلم الإسبان العبيد إلى مناطق أجنبية. على النقيض من ذلك، كان البريطانيون، ومن قبلهم الهولنديون، يبيعون العبيد في كل مكان في الأمريكتين.
كان النظام الأطلسي الثاني هو تجارة الأفارقة المستعبدين من قبل التجار والمستثمرين الإنجليز والفرنسيين والهولنديين. كانت الوجهات الرئيسية لهذه المرحلة هي جزر الكاريبي كوراساو وجامايكا ومارتينيك، حيث أنشأت الدول الأوروبية مستعمرات تعتمد على العبيد اقتصاديًا في العالم الجديد. في عام 1672 تم تأسيس شركة رويال أفريكا. عام 1674، أصبحت شركة نيو ويست إنديا تشارك بشكل أكبر في تجارة الرقيق. اقترح الإسبان الحصول على العبيد من الرأس الأخضر، الواقع بالقرب من خط التماس بين الإمبراطورية الإسبانية والبرتغالية، لكن هذا كان مخالفًا لميثاق (دبليو آي سي). على الرغم من أنهم قاموا ببيعها لجميع القادمين من مصانعهم في كينغستون، جامايكا، وبريدجتاون، باربادوس.
بحلول تسعينيات القرن التاسع عشر، كان الإنجليز يشحنون معظم العبيد من غرب إفريقيا. بحلول القرن الثامن عشر، أصبحت أنغولا البرتغالية مرة أخرى أحد المصادر الرئيسية لتجارة الرقيق عبر المحيط الأطلسي. بعد انتهاء حرب الخلافة الإسبانية، كجزء من أحكام معاهدة أوترخت (1713)، مُنح الأسينتو لشركة بحر الجنوب. حافظ البريطانيون على هذا الموقف خلال القرن الثامن عشر، وأصبحوا أكبر شاحنين للعبيد عبر المحيط الأطلسي. تشير التقديرات إلى أن أكثر من نصف تجارة الرقيق بأكملها حدثت خلال القرن الثامن عشر، وكان البريطانيون والبرتغاليون والفرنسيون هم الناقلون الرئيسيون لتسعة من كل عشرة من العبيد المختطفين في إفريقيا. في ذلك الوقت، كان يُنظر إلى تجارة الرقيق على أنها ضرورية للاقتصاد البحري في أوروبا، كما أشار أحد تجار العبيد الإنجليز: يا لها من تجارة مجيدة ومفيدة ... إنها المفصل الذي يحرك كل تجارة هذا العالم.
وفي الوقت نفسه، أصبح نشاطًا تجاريًا للمؤسسات المملوكة للقطاع الخاص، ما قلل من التعقيدات الدولية. على العكس، بعد عام 1790، كان القباطنة يفحصون أسعار العبيد في اثنين على الأقل من الأسواق الرئيسية في كينغستون وهافانا وتشارلستون بولاية ساوث كارولينا (حيث كانت الأسعار في ذلك الوقت متشابهة) قبل أن يقرروا مكان البيع. على مدار الستة عشر عامًا الماضية من تجارة الرقيق عبر المحيط الأطلسي، كانت إسبانيا بالفعل الإمبراطورية الوحيدة عبر المحيط الأطلسي لتجارة الرقيق.
بعد الحظر البريطاني والأمريكي على تجارة الرقيق الإفريقية في عام 1807، تراجعت التجارة، ولكن الفترة التي تلت ذلك لا تزال تمثل 28.5% من إجمالي حجم تجارة الرقيق في المحيط الأطلسي. بين عامي 1810 و1860، نُقل أكثر من 3.5 مليون عبد، منهم 850.000 في العشرينيات القرن التاسع عشر.

### التجارة الثلاثية
الجانب الأول كان تصدير البضائع من أوروبا إلى إفريقيا. شارك عدد من الملوك والتجار الأفارقة في تجارة العبيد من عام 1440 إلى حوالي عام 1833. مقابل كل أسير، كان الحكام الأفارقة يتلقون مجموعة متنوعة من البضائع من أوروبا، مثل: الأسلحة، والذخيرة، والكحول، ومنسوجات هندية، وغيرها من السلع المصنعة في المصانع. ضم الجانب الثاني الأفارقة المستعبدين عبر المحيط الأطلسي إلى الأمريكتين وجزر الكاريبي. الجزء الثالث والأخير كان إعادة البضائع إلى أوروبا من الأمريكتين. كانت البضائع من منتجات المزارع وتشمل القطن والسكر والتبغ والدبس والروم. كان السير جون هوكينز، الذي يعتبر رائد تجارة الرقيق البريطانية، أول من أدار التجارة الثلاثية، وقد حقق ربحًا كبيرًا.

### مناطق سوق الرقيق
كان الأوروبيون يشترون ويشحنون العبيد إلى نصف الكرة الغربي من الأسواق عبر غرب إفريقيا. اختلف عدد المستعبدين الذين تم بيعهم للعالم الجديد في جميع أنحاء تجارة الرقيق. أما بالنسبة لتوزيع العبيد، فقد أنتجت مناطق معينة عددًا من العبيد أكثر من غيرها.
على الرغم من أن تجارة الرقيق كانت عالمية إلى حد كبير، إلا أنها كانت متركزة داخل قارات معينة إذ خضع 8 ملايين شخص داخل القارة الإفريقية للاستعباد، كما أُجبر 8 ملايين على مغادرة شرق إفريقيا لإرسالهم إلى آسيا.
سلعنة الأفارقة واستعبادهم
خلال شحن العبيد عبر الأطلسي كان يتم التعامل معهم كوحدات مادية أو كسلع يتم تشكيلها وترتيبها حسب الرغبة، حيث كان يتم تجميعهم على الأرض أو في رفوف معلقة جنباً إلى جنب، فقد عوملوا كأشياء غير حيّة. وضع العبيد أثناء نقلهم على متن السفن في عربات مخصصة لنقل وتخزين البضائع التي يتم شحنها في رحل تجارية، وكانت هذه العربات ضيقة في قاع السفينة ولم تراعي في شكلها الهندسي الاحتياجات البشرية، لدرجة أن متوسط عدد الأفراد الذين كان يتم شحنهم في العربة الواحدة يعادل ثلاثمائة أو أكثر. وبهدف نقل المزيد من العبيد وضعت أسطح طويلة مسطحة لتشكل طوابق إضافية لمضاعفة مساحة السطح المتاحة حتى تتسع للمزيد من الأشخاص. تم نقل أكبر عدد من العبيد على السفينة الواحدة بهدف تحقيق أكبر قدر ممكن من الأرباح المادية. ولم تقتصر الأرباح من هذه التجارة على المستثمرين فقط، بل كان قبطان السفينة يحرص على أن ينقل أكبر عدد من العبيد الأحياء ليزيد مما يتقاضاه مقابل هذه الشحنة للسوق الأمريكية.

### ممالك العصر الإفريقي
تأثرت أكثر من 173 دولة ومملكة في المناطق الإفريقية بتجارة الرقيق بين عامي 1502 و1853، عندما أصبحت البرازيل آخر دولة مستوردة من المحيط الأطلسي تحظر تجارة الرقيق.  ن بين الـ 173، يمكن اعتبار ما لا يقل عن 68 دولة قومية ذات بنى تحتية سياسية وعسكرية مكنتها من السيطرة على جيرانها.
مقاومة الأفارقة المستعبدين
كانت معارضة الحكام والأنظمة السياسية للتجارة نادرة نسبيًا وتميل إلى أن تكون قصيرة العمر وليست طويلة أو دائمة، وجزئية وليس مطلقة. إلا أن مقاومة الأفارقة الذين تم استعبادهم بهدف التجارة عبر الأطلسي أكثر وضوحاً وقوة وثباتًا مما أظهره الحكام الأفارقة ودولهم. إذ أظهر المستعبدين أنهم غير راغبين بمغادرة بلادهم على عكس التأكيدات التي أدلى بها مؤيدو التجارة عندما تعرضوا للهجوم في أوروبا والولايات المتحدة في أواخر القرن الثامن عشر وأوائل القرن التاسع عشر. حيث أنهم قاوموا الاستعباد من خلال محاولات بعضهم الهروب والعض الآخر فضل الانتحار على الاستعباد ومغادرة بلادهم، واستمرت هذه المقاومة أثناء رحلات نقلهم وفي المزارع والمدن والمناجم التي نقلوا إليها. وكان هذا دليل على تصميم الروح البشرية على الانتصار.

### جماعات عرقية
استعباد ونقل العدد المذهل للأفارقة على متن السفن عبر الأطلسي إلى الأمريكتين خلال تجارة الرقيق، أدى إلى عدم معرفة أصولهم في إفريقيا والتي لا تزال غامضة. إذ أن هناك اعتقاد واسع الانتشار بين الباحثين وكذلك عامة الناس بأن الأفارقة الذين تم جرهم إلى أماكن مختلفة في الأمريكتين كانوا مجزئين ومتنوعين ثقافياً ولغوياً. بالإضافة إلى أنه تم قمع التواصل بين الوافدين الأفارقة الجدد من خلال فصل وتجزئة مختلف الأعراق الإفريقية خلال النقل في رحلات تجارة الرقيق في المحيط الأطلسي وكذلك بعد وصولهم إلى الأمريكيتين. توصلت دراسات حول أصول الرحلات الساحلية، لتجارة الرقيق عبر المحيط الأطلسي، والأماكن التي تم توطينهم فيها لاستنتاج التنوع الكبير بأصول الأفارقة المستعبدين، وتجاهل هذا الاستنتاج أنماط تلك الموجات القادمة من إفريقيا والمناطق التي قدموا منها. هذا بالإضافة إلى أن المؤرخون الناطقون باللغة الإنجليزية اعتمدوا بشكل مفرط على الوثائق والمنشورات باللغة الإنجليزية.

## معرض صور

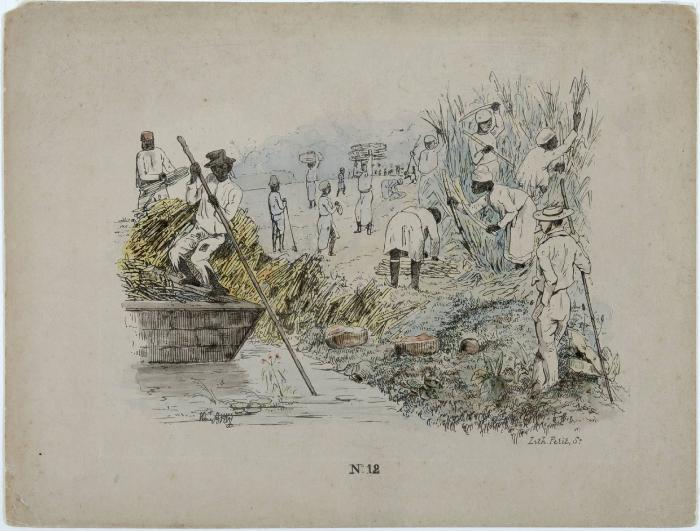
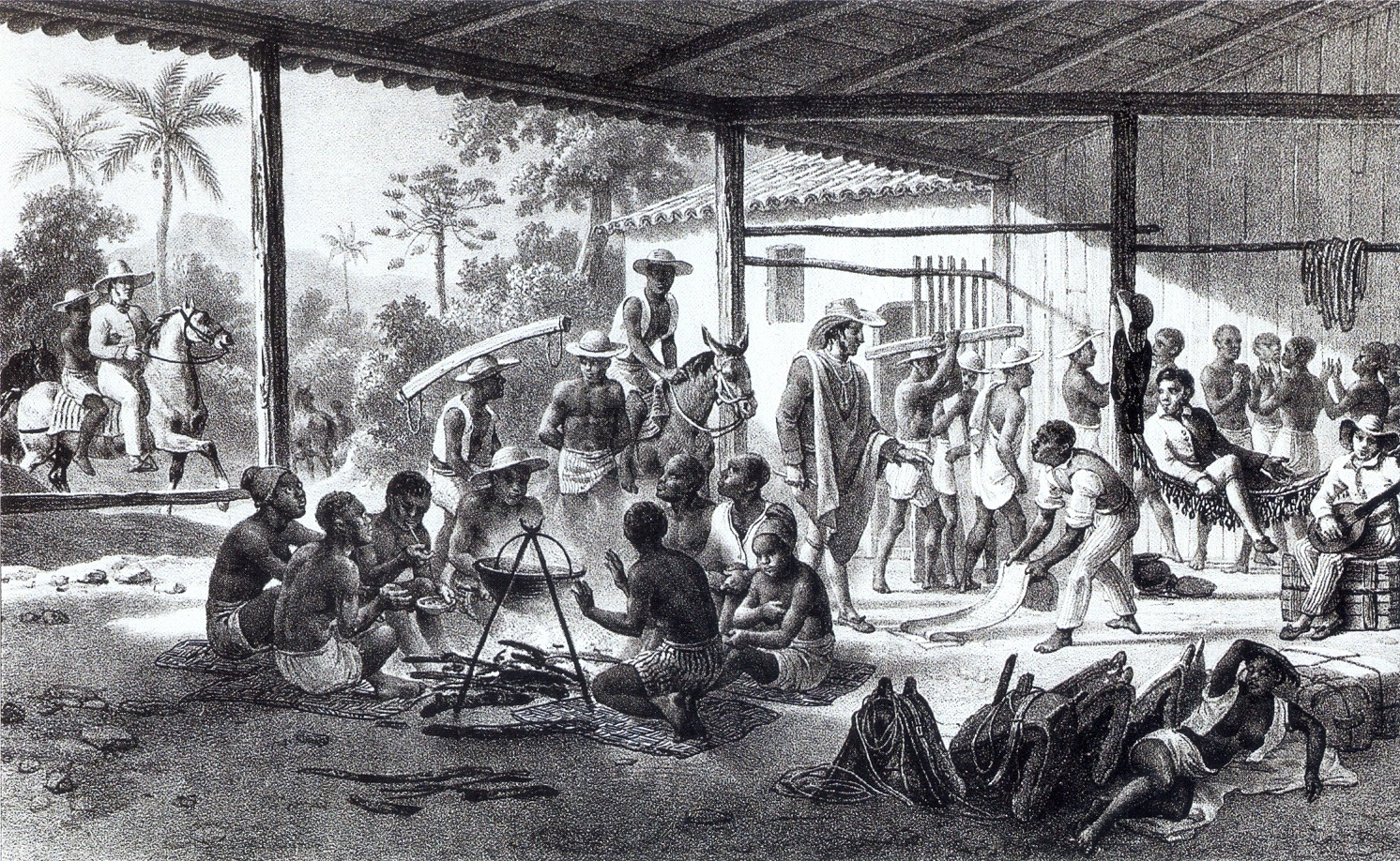
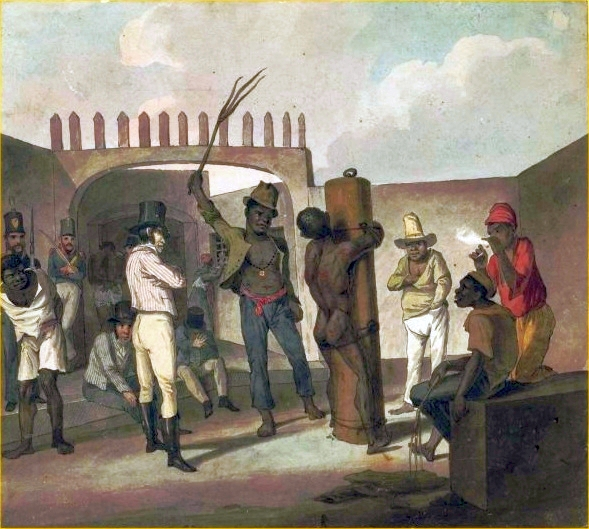

## وصلات خارجية
- African Holocaust: The legacy of Slavery remembered
- BBC | Africa|Quick guide: The slave trade